# Zyras rufoterminalis
Zyras rufoterminalis Assing, 2016 è un coleottero appartenente alla famiglia Staphylinidae.

## Etimologia
Il nome deriva dagli aggettivi latini rufus, -a, -um, cioè rosso e terminalis, -e, cioè terminale, in punta, al termine; in riferimento alla parte terminale dell'addome di un pronunciato colore rosso.

## Caratteristiche
Il paratipo femminile rinvenuto ha una lunghezza totale di 8,0-10,0mm.

## Distribuzione
L'olotipo maschile è stato reperito nella Cina centrale: 12 chilometri a nordovest di Muyuping, sul monte Da Shennongjia, verso il Passo di Shan, nella Provincia di Hubei; e a 2150 metri di altitudine, in un bosco di conifere, 20 chilometri a nordovest di Maowen, nella Provincia di Sichuan.

## Tassonomia
Al 2017 non sono note sottospecie e dal 2016 non sono stati esaminati nuovi esemplari.